# Chocalho

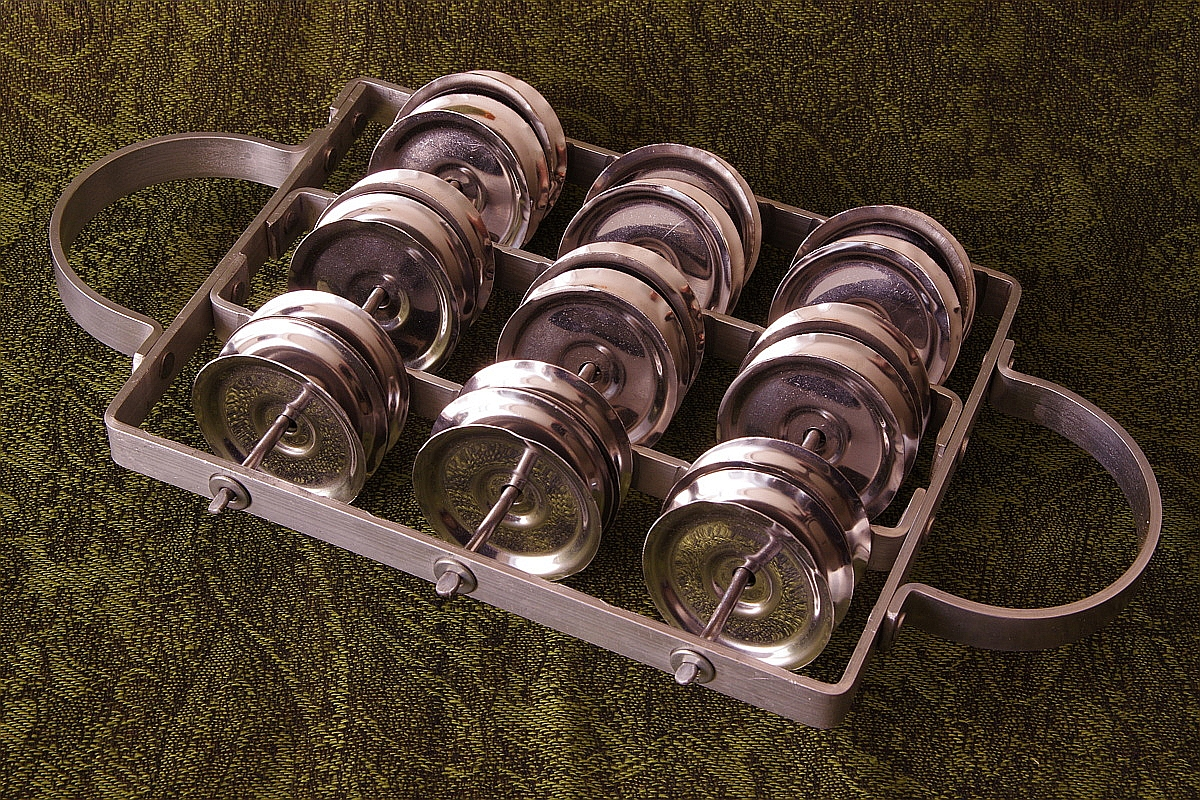
Kleiner chocalho oder rocar mit Metallrahmen

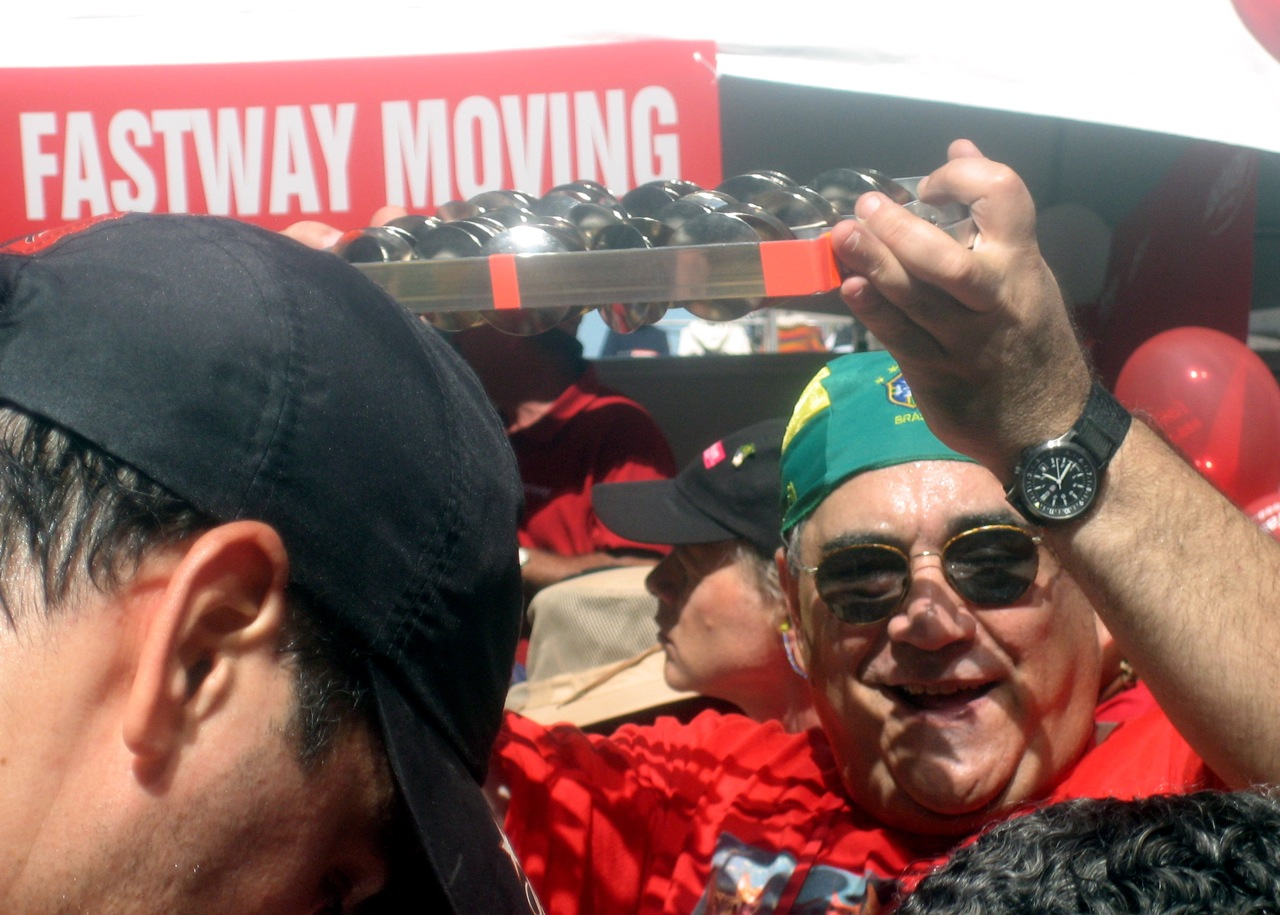
Mann spielt chocalho

Chocalho ist in der brasilianischen Musik die Sammelbezeichnung für verschiedene, vor allem im Samba gebräuchliche, geschüttelte und geschlagene Rasseln, die sich ihrerseits in ganzás (Gefäßrasseln oder Shaker aus Rohren mit Rasselkörpern gefüllt) und rocars (Stabrasseln) unterscheiden.
Im engeren Sinne wird der Begriff oft nur für die letztgenannten rocars verwendet, die es in zwei verschiedenen Bauformen gibt: zum einen als ein Brett mit zwei Griffen an jedem Ende sowie einer Vielzahl loser Blechplättchen (Zimbeln), die dazwischen auf der Vorder- und Rückseite des Bretts befestigt sind, zum anderen als ein Metallrahmen, in dem sich diese Schellen auf kleinen Metallstäben frei hin und her bewegen können. In sehr seltenen Fällen bestehen die Rahmen aus Holz.
Die Instrumente werden rhythmisch geschüttelt und erzeugen einen lauten und hellen Klangteppich für die bateria genannten Trommler der Samba-Formation, wobei es wichtig ist, dass die Metallschellen der chocalhos im schnellen Wechsel vorn und hinten anschlagen, damit kein Rasseln, sondern ein eher schlagartiges Geräusch entsteht. Dabei wird das Instrument je Schlag oben und unten alternierend durchgeführt (der erste Schlag wird in der oberen Ebene ausgeführt). Die Bewegung der Schellen geschieht durch die Bewegung der Handgelenke, nicht durch Armbewegungen.
Die gleiche Funktion können auch – mit etwas anderer Klangfarbe und Lautstärke – die ganzás oder die xequerê übernehmen.
Mittels bearbeiteter Kronkorken können Chocalhos auch selbst gebaut werden.